# Hit Mania Dance 1996
Hit Mania Dance 1996 è una raccolta di 36 successi eurodance, house e techno pubblicata in doppio CD e doppia MC nel 1995.
È la prima compilation della serie Hit Mania a non essere stata mixata dal duo Bolognesi & Provenzano, bensì dai dj Woody Bianchi e Corrado Rizza.
È stata disco d'oro con oltre 70 000 copie vendute e ha raggiunto il dodicesimo posto in classifica.
Il prezzo di vendita era di L. 37.000 per il doppio CD e di L. 27.000 per la doppia MC.
La copertina è stata curata e progettata da Gorial.

## Tracce

### Disco 1
1. N-Trance – Stayin' Alive (feat. Ricardo Da Force) – 3:45
2. 2 In A Room – Carnival – 2:32
3. 20 Fingers – Sex Machine (feat. Katrina) – 3:03
4. Mighty Dub Katz – Son Of Wilmot – 2:31
5. Proyecto Uno – El Tiburon – 4:00
6. Double You – Loving You – 3:55
7. X-Static – Move Me Up (feat. Long Leg) – 2:44
8. Tony Di Bart – Turn Your Love Around – 3:29
9. G. Dubs & Matt Wood – Do What You Want (Alex Natale Remix) – 3:28
10. Indiana – Together Again – 2:45
11. One Way – Carnival – 3:26
12. Datura – Mystic Motion (Bum Bum Club Mix) – 2:20
13. Shout – The Dance Anthem – 3:56
14. Carol Bailey – Fever – 3:51
15. Fargetta – Midnight – 4:21
16. Dum Dum Toys – ...Is Funny! (feat. Barabba) – 3:33
17. Barabba Return – Quiero El Ritmo (Rmx) – 2:30
18. DJ Dero – La Campana – 2:59

Durata totale: 59:08

### Disco 2
1. Wordline – Hold On – 3:12
2. Sandy – Bad Boy – 3:39
3. Molella – If You Wanna Party – 2:28
4. Candy Girls – Fee Fi Fo Fum (feat. Sweet Pussy Pauline) – 3:46
5. DJ Martin – Explosive Melody (feat. Mabruka) – 3:02
6. Whigfield – Last Christmas – 3:09
7. Quadran – Eternally – 2:50
8. Da Blitz – Take Me Back – 3:21
9. Aladino – Stay With Me – 3:31
10. Bliss Team – Love Is Forever – 3:35
11. JT Company – Baby Hold On – 2:47
12. Mato Grosso – Stonehenge – 3:42
13. K K – I Can't Stand – 4:28
14. Datura – Angeli Domini – 2:45
15. Dj Cerla – Because – 3:04
16. Marvellous Melodicos – Over The Rainbow – 2:24
17. Giorgio Prezioso – Feel The Rhythm – 3:50
18. Technohead – I Wanna Be a Hippy – 3:36

Durata totale: 59:09